# AM-1 (quad)
Pour les articles homonymes, voir AM-1.
L'AM-1 est un quad militaire russe.

## Description
Leur mission est d'empêcher et de prévenir le débarquement de commandos ennemis, par exemple dans le cas d'un navire étranger à proximité des côtes. Le véhicule tout-terrain de l'armée AM-1 est également destiné à mener des opérations de patrouille et de reconnaissance, des raids et des opérations de recherche et de sauvetage.
Le véhicule tout-terrain, désigné AM-1, a été développé sur la base du modèle civil PM500-2, équipé d'un moteur à refroidissement liquide à essence monocylindre à quatre temps. Les AM-1 sont fabriqués par la société russe de mécanique de la ville de Rybinsk. Le prix de vente recommandé de la version civile du VTT PM500-2 était de 349 000 roubles (4 350 €) en 2016.
L'AM-1 a reçu un rail spécial pour installer de l'équipement militaire comme une AK-74, un lance-grenades, ou un fusil SVD. D'autres modifications ont été apportées : coffre avant; protection des phares; tableau de bord avec fonctionnalités avancées; système de préchauffage du moteur; chauffe-mains pour passagers. Le réservoir d'essence de l'AM-1 a reçu un revêtement auto-rétractable, qui élimine les fuites de carburant si son intégrité est endommagée pendant le fonctionnement, y compris dans des conditions de combat. Deux bidons de carburant en métal de 20 litres chacun sont installés derrière le siège passager. Le treuil électrique d'une force allant jusqu'à 2,5 tonnes est également inclus dans le package de base. Le cadre est protégé par un revêtement en poudre spécial, les contacts électriques sont en matériau étanche.

## Historique
La Russie emploie actuellement ces véhicules pour la défense côtière, particulièrement dans l'Arctique. Il est aussi utilisé par les troupes aéroportées et les forces spéciales de l'armée. Ces dernières années, les VTT sont de plus en plus utilisés par les Forces armées de la fédération de Russie. Par exemple, lors du forum Army-2015, sur le stand Uralvagnozavod, MMK a été présenté un complexe de mortier mobile de calibre 82 mm 2B24 composé d'un quad PM-500 (6Х4) à trois essieux.
En 2022 l'AM-1 est repéré à plusieurs reprises lors de la guerre en Ukraine, plusieurs modifications du quad ont été observées notamment l'ajout d'un lance-grenades automatique AGS-17 ou d'un ATGM de type Métis ou Kornet,.

## Galerie d'images

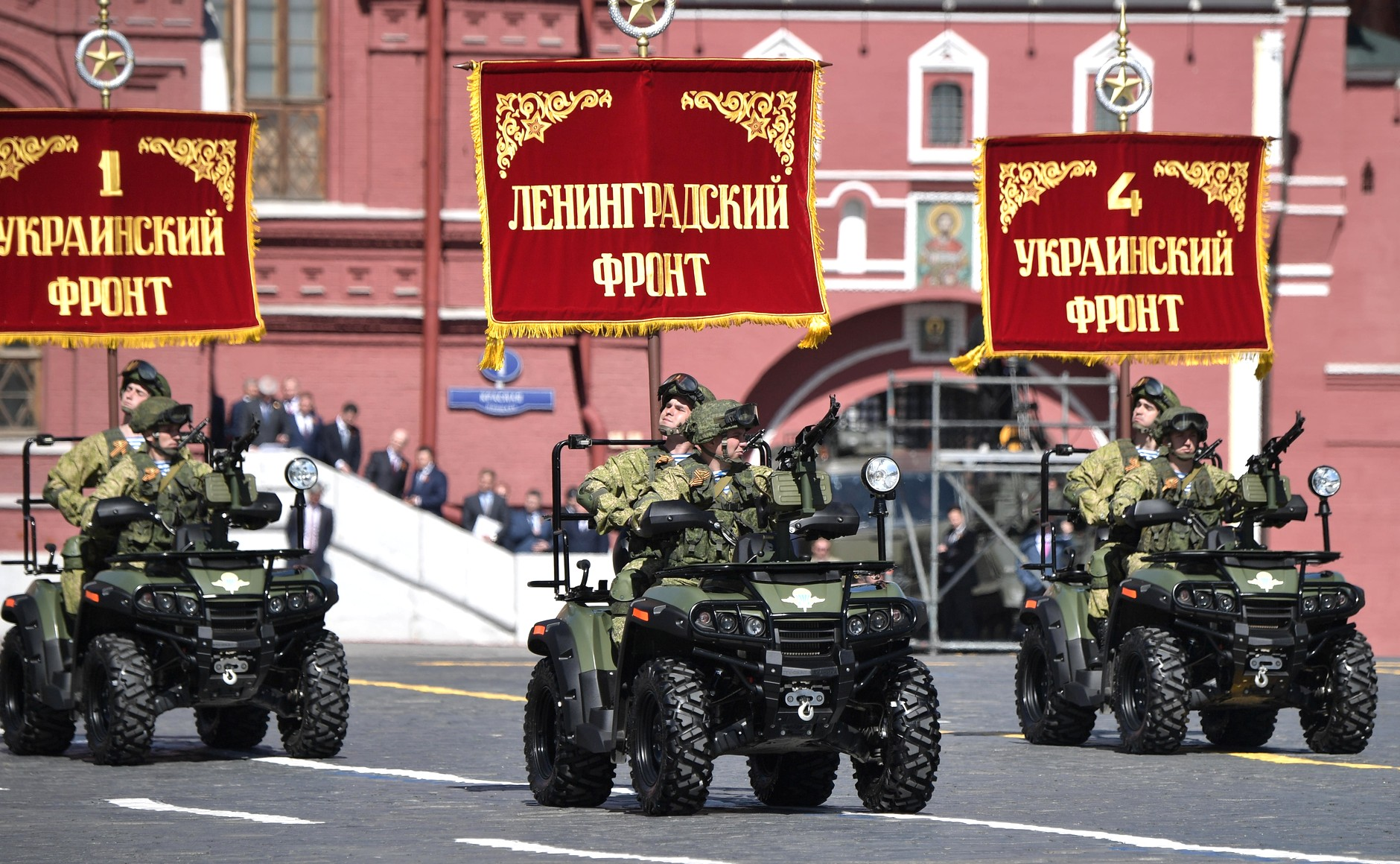
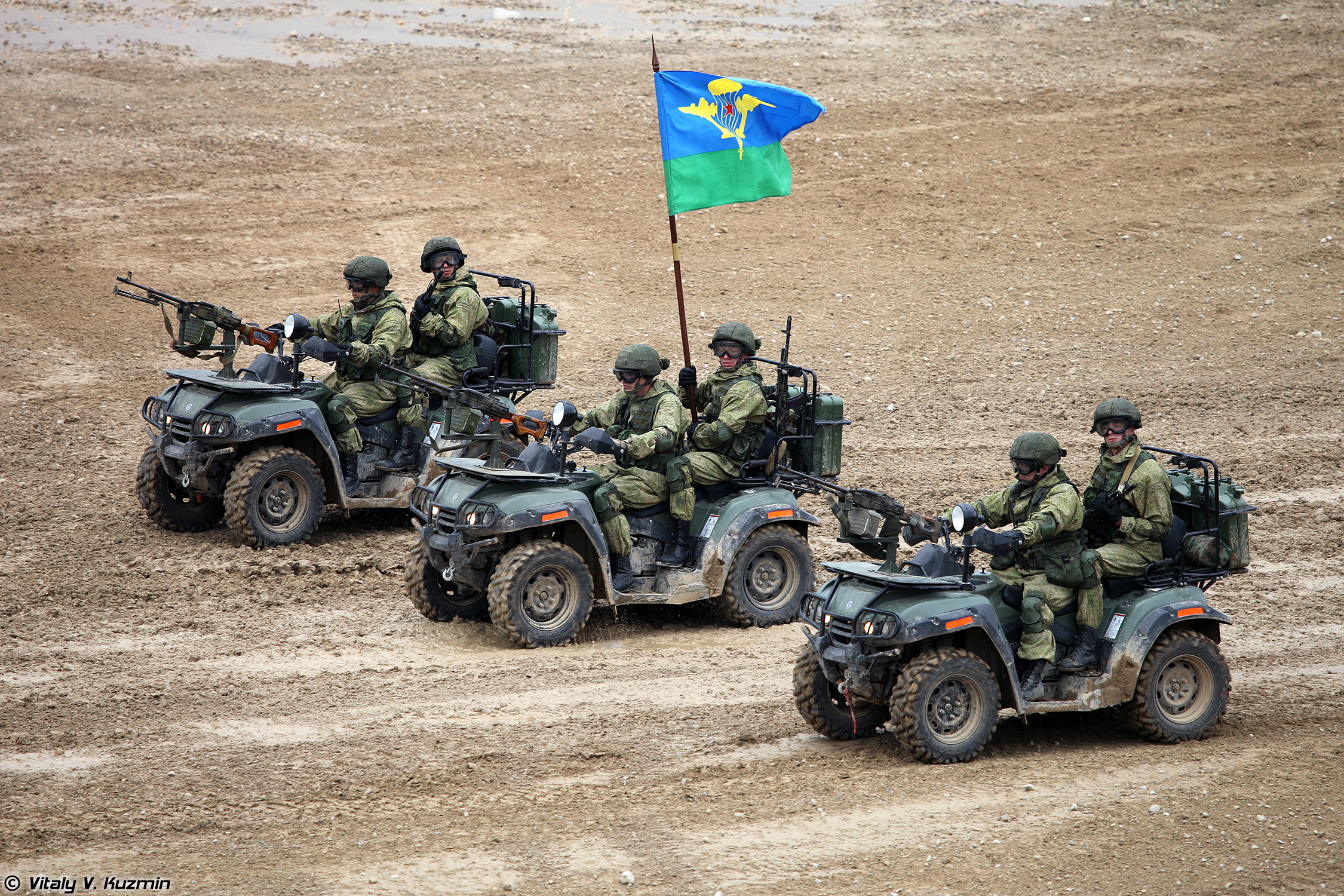
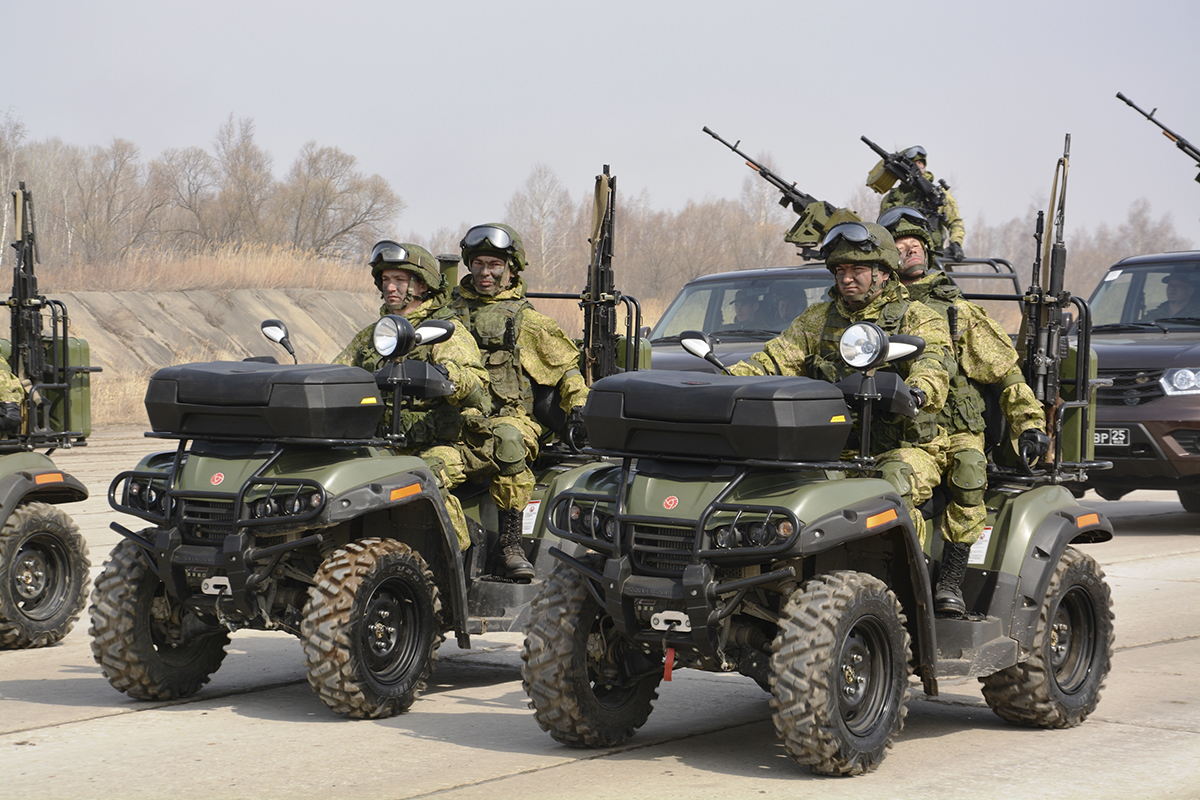
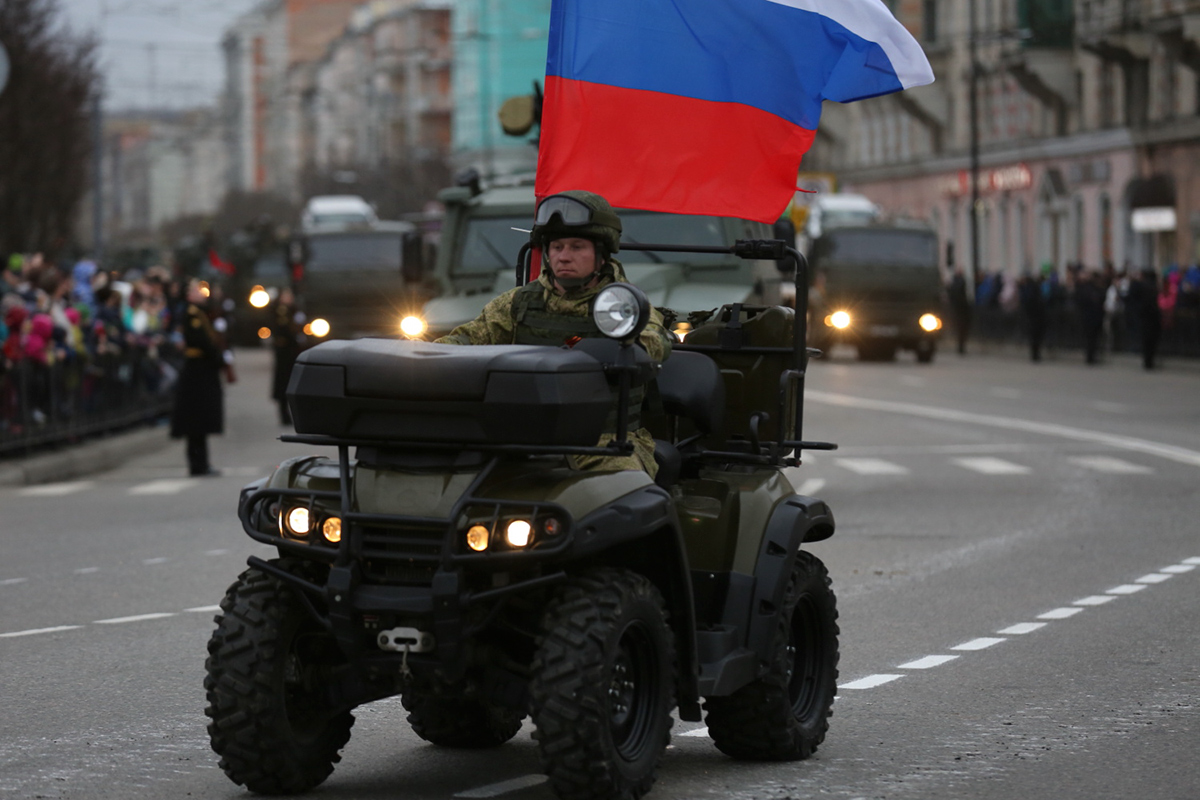
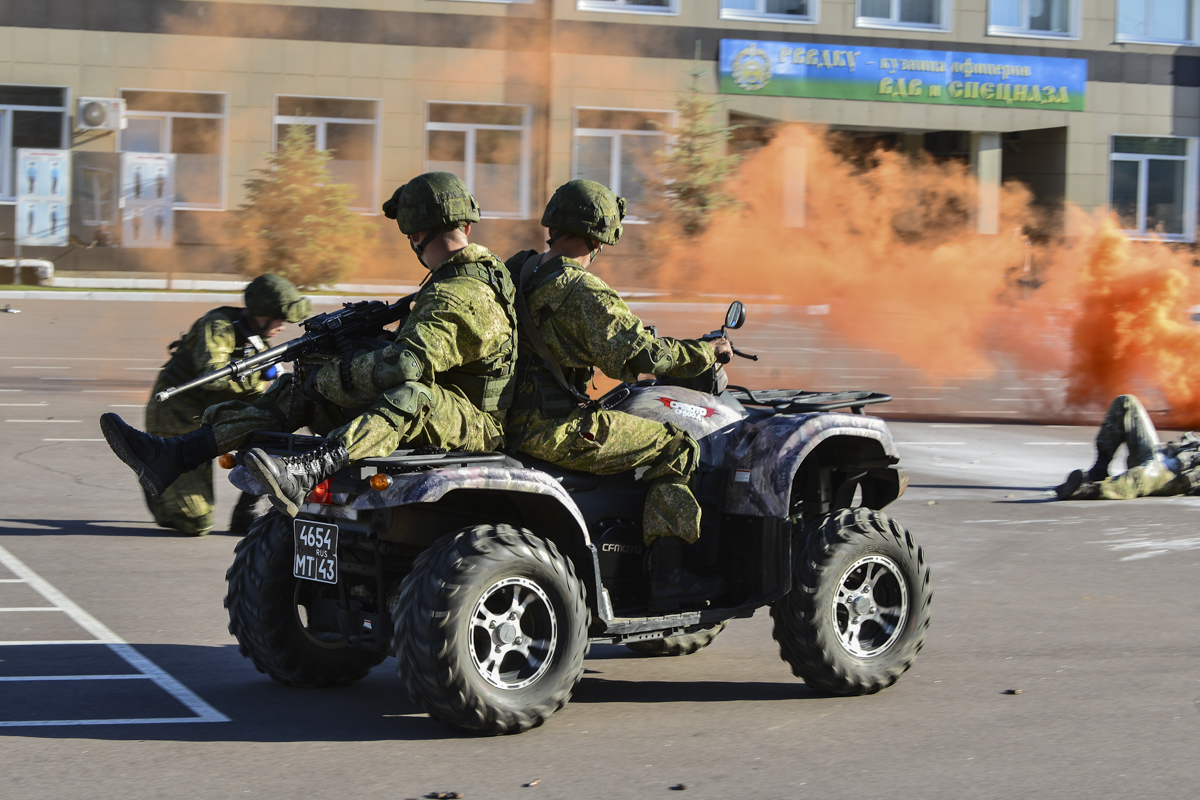
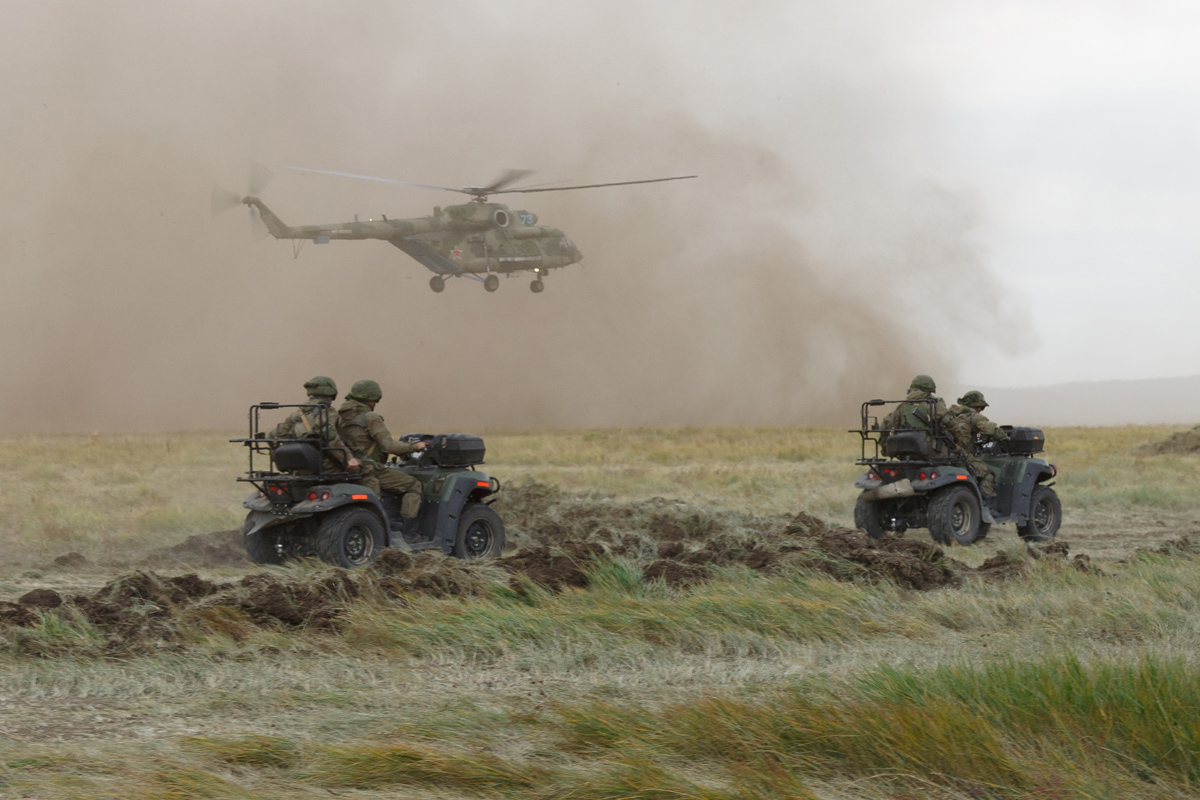